# Зрых
Зры́х (лезг. Цуругъ) — село в Ахтынском районе Дагестана.
Образует сельское поселение село Зрых как единственный населённый пункт в его составе.

## География
С севера вдоль речной долины тянется Самурский хребет, вершина Ялак (3004 м) которого возвышается над Зрыхом. Здесь преобладает ксерофитная растительность на горно-степных ландшафтах, по ущельям Самурского хребта в окрестностях села течёт множество ручьёв и речушек, одна из которых протекает в черте села — это река Кахулкам. Напротив села открывается живописный вид на Гельмец-Ахтынский хребет, где растительность почвы и высотные колебания резко отличаются от Самурского хребта, там преобладает хвойная растительность, (уникальный в районе сосновый лес) на высоте 1800—3000 м, выше горные тундры и ледники, питающие множество маленьких рек — правых притоков реки Самур. Эти реки мелководны, но летом, при таянии ледников и выпадении обильных осадков, могут образоваться сильные грязевые паводки, одна из них — это Чохаркам лезг. Чогъар кам (река), в центральной части этой небольшой реки располагается уступ высотой 25 метров, где образовался живописный водопад, являющийся природным памятником села. Расстояние от Зрыха до райцентра Ахты — 16 км. До села Рутул — 17 км. До ближайшей железнодорожной станции Белиджи — 118 км. До ближайшего города Дербента — 116 км. До республиканского центра Махачкалы — 270 км.
Село исторически делится на кварталы: Къаникъал, Цӏапаз, Цӏарах, Вигьра, Хулихъ, Ратӏар, Къигьихъ, Шуьтерухъ.
Близ села расположены урочища: Аркъа, Верхьер, Вини сурар, Гъвечӏи яйлах, Чӏехи яйлах, Зигье кал, Чӏутериз, Чӏулав цӏарар, Кал, Калун мигьий, Къванеркар, Цӏутӏар кам, Силин кам, Цигнид кам, Гъвечӏи сув, Кьилин ятах, Пӏирен ятах, Харабрин ятах, Тӏежибан ятах, Цӏарал ятах, Умах дередин ятах, Тамун кьилин ятах, Кьаладин кьагияр, Хтум авай тӏулар.
В окрестностях Зрыха расположены родники: Вацӏун булах, Юрфа булах, Харабрин булах, Суван булах, Келен цин булах, Муркӏад булах, Таран чӏукарин булах, Аспарин булах, Панагьрин булах, Нуькӏрен булах, Милижаян булах, Къачан булах, Гьажисейн бубад булах, Купул цин булах, Хибдин чипӏерин булах.

## История
Аул Зрых образовался из переселенцев из одноименного селения, существовавшего на территории нынешнего Кубинского района Азербайджана. Причиной ухода жителей в Дагестан были непрекращающиеся грабежи и междоусобицы. Беглецы поселились на нынешней территории. Согласно местной эпиграфии, в 1218/19 году здесь велось капитальное строительство..
Будучи пограничным селением Ахтынского бекства, а затем и Ахтыпаринского вольного общества, Зрых постоянно подвергался нападениям со стороны Рутульского бекства. Находившийся поблизости аул Кусесер рутульцы разорили, а жителей обратили в рабство. Наиболее серьёзных нападения рутульцев было три, и каждый раз они были отбиты зрыхцами, которым помогали жители села Ахты, находившиеся со зрыхцами в состоянии военного союза, обусловленного вхождением обеих сёл в Ахтыпаринское вольное общество. Междоусобицы приводили к проявлениям жестокости с обеих сторон. В XVIII веке в числе некоторых других лезгинских сёл, Зрых был присоединён к Рутульскому бекству. Вскоре, из-за притеснений со стороны рутульской знати, лезгинские сёла Рутульского бекства попросились под покровительство казикумухского Сурхай-хана. В 1839 году Зрых был присоединён к России, вошёл в состав Самурского округа Дагестанской области. Вместе с селом Кахул образовал Зрыхское сельское общество. В составе России в XIX веке судопроизводство в Зрыхе велось кадиями и аксакалами на основе Шариата и адатов — горских обычаев. При образовании СССР Зрых до 1929 года входил в Самурский округ, а после административной реформы вошёл в состав новообразованного Ахтынского района. В годы Великой Отечественной войны на фронт ушло 108 зрыхцев, из них 60 человек не вернулись. В Афганской войне участвовали 8 зрыхцев.
- Ученый-археолог М. И. Исаков, обследовавший в 1953 году археологические памятники Южного Дагестана, в 0,5 км к востоку от селения, в местности «Тӏвалар», на террасах у подножья горы нашел средневековое поселение. На поверхности были обнаружены обломки лепной керамики слабого обжига.[4]
- В селении также выявлены эпиграфические памятники, относящиеся к XI—XII векам.[4]

### Этимология
Лезгинское название села — Цурыгъар — происходит от слова «Цур», что означает медь. Окончание «ар» в лезгинской грамматике указывает на множественное число. Таким образом, слово «цурыгъар» можно перевести как медники. В недавнем прошлом в селе процветало медное кузнечество. От этой ремесленной специализации населения села и произошло его лезгинское название — Цурыгъар, а от него, в свою очередь, и русское название Зрых.

## Население
| 1895  | 1926  | 1939  | 1959  | 1970  | 1989  | 2002  |
| ----- | ----- | ----- | ----- | ----- | ----- | ----- |
| 760   | ↗843  | ↗945  | ↗1233 | ↗1505 | ↘1469 | ↗1790 |
| 2010  | 2012  | 2013  | 2014  | 2015  | 2016  | 2017  |
| ↗1839 | ↘1776 | ↘1731 | ↘1699 | ↘1644 | ↘1610 | ↘1552 |
| 2018  | 2019  | 2020  | 2021  | 2023  | 2024  | 2025  |
| ↘1510 | ↘1472 | ↘1468 | ↗1513 | ↘1485 | ↘1482 | ↘1481 |

По национальности жители села — лезгины. По вероисповеданию — мусульмане-сунниты. В 1869 году в селе проживало 485 человек, из них мужчин — 255, женщин-230. Село состояло из 104 дворов. В 1886 году в селе проживало 768 человек. На данный момент более 200 зрыхских семей живут в городе Радужный Тюменской области.
Население Зрыха исторически делится на родовые патронимы — тухумы (лезг. сихил): Панагьар, Татарханар, Усманар, Искирияр, Аспарар, Эпелар, Къагьраяр, Цӏиркӏерар, Палтабашар.

## Инфраструктура
В селе находятся мечеть XIX века с медрессе, школа (200 учеников), библиотека, фельдшерско-акушерский пункт.

## Экономика
В селе отсутствует колхоз или иные формы сельскохозяйственных объединений, вследствие чего основным хозяйствующим субъектом села являются частные хозяйства. В начале 1990-х гг. в упадок пришло ранее процветавшее садоводство. Земледелие, представленное в основном капустой, также не развито в селе. Напротив, животноводство развито широко: жители держат 1537 голов крупного рогатого скота, и более 700 голов мелкого рогатого скота. Оросительные системы: «Ахты-Какинский канал», «Селер холл», «Цӏаран холл», «Кьехуьл кам», «Чӏагъвар кам», «Кьиян кам».